# Francesco Gabbani

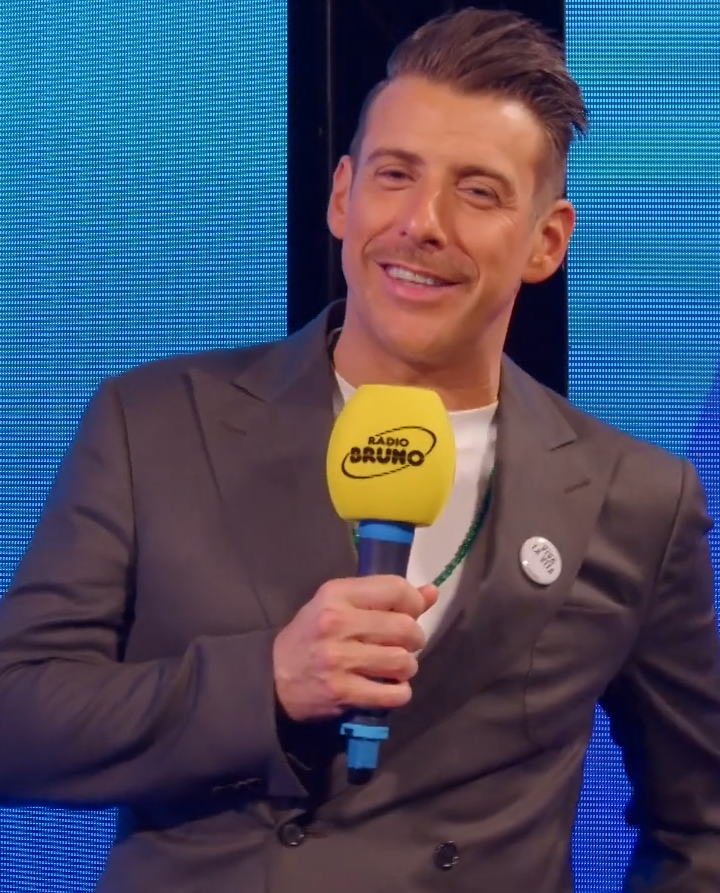
Francesco Gabbani (2025)

Francesco Gabbani (* 9. September 1982 in Carrara) ist ein italienischer Musiker. Er gewann 2017 das Sanremo-Festival und vertrat Italien beim Eurovision Song Contest 2017.

## Werdegang
Als Kind lernte Gabbani Schlagzeug und Gitarre. Mit 18 Jahren unterschrieb er seinen ersten Plattenvertrag mit Sony BMG. Zwischen 2000 und 2010 veröffentlichte er mit der Band Trikobalto zwei Alben und trat u. a. als Opening-act von Oasis auf, bevor er nach Auflösung der Band eine Solokarriere begann. Ab 2011 veröffentlichte er beim Label Universo mehrere Singles, darunter Maledetto amore, die Eingang in den Soundtrack des Films L’amore fa male fand. 2013 schrieb Gabbani für Raffaella Carrà das Lied Toy Boy; außerdem erschien sein erstes Soloalbum Greitist Iz.
Im Jahr 2015 wechselte der Sänger zu BMG Rights Management. Ende des Jahres qualifizierte er sich in der Fernsehsendung #SG – Sanremo Giovani für die Newcomer-Kategorie des Sanremo-Festivals 2016, wo er mit dem Lied Amen schließlich den Sieg holen konnte; außerdem gewann er den Kritikerpreis, den Emanuele-Luzzati-Preis und den Preis für den besten Liedtext. Parallel zur Sanremo-Teilnahme erschien sein zweites Album Eternamente ora. Ende des Jahres zeichnete der Musiker für den Soundtrack des Films Poveri ma ricchi von Fausto Brizzi verantwortlich, darunter den Titelsong Foglie al gelo.
Nun in der Hauptkategorie, nahm Gabbani auch am Sanremo-Festival 2017 teil. Mit dem Lied Occidentali’s Karma gelang ihm auch hier der Sieg. Mit diesem Titel vertrat er Italien beim Eurovision Song Contest 2017 in Kiew und erreichte den sechsten Platz. Ende April erschien Gabbanis drittes Album Magellano, in der internationalen Edition als Magellan veröffentlicht. Gabbanis Lied Tra le granite e le granate entwickelte sich in Italien 2017 zum Sommerhit.
Mit den Singles È un’altra cosa und Duemiladiciannove meldete sich der Musiker 2019 zurück. Beim Sanremo-Festival 2020 erreichte er mit Viceversa den zweiten Platz. Im Anschluss erschien das gleichnamige Album. Nach weiteren Singles veröffentlichte Gabbani 2022 das nächste Album Volevamo solo essere felici.

## Diskografie

### Studioalben
| Jahr | Titel Musiklabel                                        | Höchstplatzierung, Gesamtwochen, AuszeichnungChartplatzierungen (Jahr, Titel, Musiklabel, Platzierungen, Wochen, Auszeichnungen, Anmerkungen) | Höchstplatzierung, Gesamtwochen, AuszeichnungChartplatzierungen (Jahr, Titel, Musiklabel, Platzierungen, Wochen, Auszeichnungen, Anmerkungen) | Anmerkungen                                               |
| Jahr | Titel Musiklabel                                        | IT | CH | Anmerkungen                                               |
| ---- | ------------------------------------------------------- | --- | --- | --------------------------------------------------------- |
| 2014 | Greitist iz DIY Italia                                  | IT59 (4 Wo.)IT | — | Erstveröffentlichung: 27. Mai 2014 Charteinstieg 2017     |
| 2016 | Eternamente ora BMG Rights Management                   | IT18 (26 Wo.)IT | — | Erstveröffentlichung: 12. Februar 2016                    |
| 2017 | Magellano / Magellan BMG Rights Management              | IT1 Platin · (44 Wo.)IT | CH35 (3 Wo.)CH | Erstveröffentlichung: 28. April 2017 Verkäufe: + 50.000   |
| 2020 | Viceversa BMG Rights Management                         | IT2 Gold · (39 Wo.)IT | CH97 (1 Wo.)CH | Erstveröffentlichung: 14. Februar 2020 Verkäufe: + 25.000 |
| 2022 | Volevamo solo essere felici 432 (BMG Rights Management) | IT4 Gold · (11 Wo.)IT | — | Erstveröffentlichung: 22. April 2022 Verkäufe: + 25.000   |
| 2025 | Dalla tua parte 432 (BMG Rights Management)             | IT2 (5 Wo.)IT | — | Erstveröffentlichung: 21. Februar 2025                    |

### Singles
| Jahr | Titel Album                              | Höchstplatzierung, Gesamtwochen, AuszeichnungChartplatzierungen (Jahr, Titel, Album, Platzierungen, Wochen, Auszeichnungen, Anmerkungen) | Höchstplatzierung, Gesamtwochen, AuszeichnungChartplatzierungen (Jahr, Titel, Album, Platzierungen, Wochen, Auszeichnungen, Anmerkungen) | Höchstplatzierung, Gesamtwochen, AuszeichnungChartplatzierungen (Jahr, Titel, Album, Platzierungen, Wochen, Auszeichnungen, Anmerkungen) | Anmerkungen                                                              |
| Jahr | Titel Album                              | IT | AT | CH | Anmerkungen                                                              |
| ---- | ---------------------------------------- | --- | --- | --- | ------------------------------------------------------------------------ |
| 2015 | Amen Eternamente ora                     | IT14 Platin · (14 Wo.)IT | — | — | Erstveröffentlichung: 27. November 2015 Verkäufe: + 50.000               |
| 2017 | Occidentali’s Karma Magellano            | IT1 ×6Sechsfachplatin · (29 Wo.)IT | AT57 (1 Wo.)AT | CH25 (4 Wo.)CH | Erstveröffentlichung: 10. Februar 2017 Verkäufe: + 300.000               |
| 2017 | Tra le granite e le granate Magellano    | IT19 ×2Doppelplatin · (16 Wo.)IT | — | — | Erstveröffentlichung: 8. Mai 2017 Verkäufe: + 100.000                    |
| 2017 | La mia versione dei ricordi Magellano    | IT82 (1 Wo.)IT | — | — | Erstveröffentlichung: 21. November 2017                                  |
| 2020 | Viceversa                                | IT2 ×3Dreifachplatin · (22 Wo.)IT | — | CH55 (1 Wo.)CH | Erstveröffentlichung: 7. Februar 2020 Verkäufe: + 300.000                |
| 2020 | Il sudore ci appiccica Viceversa         | IT84 Gold · (4 Wo.)IT | — | — | Erstveröffentlichung: 7. August 2020 Verkäufe: + 35.000                  |
| 2021 | Spazio tempo Volevamo solo essere felici | IT45 Platin · (8 Wo.)IT | — | — | Erstveröffentlichung: 11. November 2021 Verkäufe: + 100.000              |
| 2025 | Viva la vita Dalla tua parte             | IT30 (9 Wo.)IT | — | — | Erstveröffentlichung: 12. Februar 2025 Beitrag zum Sanremo-Festival 2025 |

Weitere Singles
- 2011: Estate
- 2011: Maledetto amore
- 2013: I dischi non si suonano
- 2013: Clandestino
- 2016: Eternamente ora
- 2016: In equilibrio
- 2016: Foglie al gelo
- 2017: Pachidermi e pappagalli
- 2018: Selfie Del Selfie
- 2020: Einstein (E=mc2)
- 2021: La Rete
- 2022: Volevamo solo essere felici (IT: Gold)
- 2022: Peace & Love
- 2022: Natale tanto vale

## Belege
1. ↑  Alessandro Genovese: Francesco Gabbani firma la colonna sonora di "Poveri ma Ricchi". In: AllMusicItalia. Massimiliano Longo, 12. Dezember 2016, abgerufen am 1. Mai 2017 (italienisch).
2. ↑  Elena Masuelli: Festival di Sanremo 2017, big e giovani: ecco tutti i cantanti in gara. In: LaStampa.it. 12. Dezember 2016, abgerufen am 13. Dezember 2016 (italienisch).
3. ↑  Chartquellen (Alben):
  - Francesco Gabbani in den italienischen Albumcharts. In: Italiancharts.com. Hung Medien, abgerufen am 8. Juli 2017.
  - Alben von Francesco Gabbani. In: Hitparade.ch. Hung Medien, abgerufen am 11. Juni 2024 (CH).
4. 1 2  Certificazioni. FIMI, abgerufen am 11. Juni 2024 (italienisch).
5. ↑  Chartquellen (Singles):
  - Archivio classifiche Top Digital. FIMI, abgerufen am 11. Juni 2024 (italienisch).
  - Singles von Francesco Gabbani. In: Austriancharts.at. Hung Medien, abgerufen am 8. Juli 2017 (AT).
  - Singles von Francesco Gabbani. In: Hitparade.ch. Hung Medien, abgerufen am 8. Juli 2017 (CH).

| Personendaten    | Personendaten            |
| ---------------- | ------------------------ |
| NAME             | Gabbani, Francesco       |
| KURZBESCHREIBUNG | italienischer Popmusiker |
| GEBURTSDATUM     | 9. September 1982        |
| GEBURTSORT       | Carrara                  |